# のん (雑誌)
『のん』は、児童文学作家の寺村輝夫による童話雑誌。文京学院大学や市民講座などで童話講座に熱中していた寺村が、後世の童話作家育成を目指して、1982年から1987年まで5年間に20号を発行、予定通り廃刊となった。以下、参考文献はすべて本誌による。

## 制作体制
協力スタッフ
- 和歌山静子 - 挿絵（表紙、および各掲載作品のタイトル部のみ）
- 杉浦範茂 - 表紙デザイン
- 理論社 - 編集協力

いずれも『ぼくは王さま』などで、寺村と長く関わってきたメンバーが揃っている。和歌山と杉浦は仕事料がなく、ボランティアとのことである。発送作業は妻の担当だったという。
- 毎号B5判で34ページ、表紙と裏表紙のみ2色カラー。
- 発行部数は1000部だが、創刊当初から在庫用の戸棚はガラガラになった。
- 一号の制作費用は28万円、送料も全部発送して10万円の赤字だったという。

## 掲載作品
■印は、その後スカウトがかかって商業出版された作品。

### 連載
- おつかいマントヒヒの子もりうた（丸井裕子 1-4号）
- エオ・カクタロー氏のひみつ（西野陽子 5-8号）
- 校長先生となぞのかいちゅうどけい（早川真知子 9-11号）■
- コウノ氏のワスレモノ（坂東真砂子 13-16号）

### 単独掲載
対象作品は幼児幼年童話のみで、400字詰め原稿用紙7-8枚程度で募集していた。
1号
- 消えたぼくの時間（米川秋子）
- ミスターペテン氏（わたなべめぐみ）
- おとといおいで（山口直子）
- ダレカ・ドコカをさがすくすり（たかしまあけみ）

2号
- おにばばのコーヒー（吉田仁子）
- ケンタのふえ（網野真佐子）
- ウソ（なみきかずこ）
- 1・2の3・ポーン（利根川好江）

3号
- けしたゾウ（原田恵子）
- だれもしらない島（ふじくらはるこ）
- アン・タリン博士（宮野尾美智子）

4号
- いじわるなジャングル（早川真知子）
- じじばば島にきたクジラ（坂東真砂子）
- せっちゃん（戸崎勉）
- どこまでもつよしのへや（米川秋子）

5号
- 光太郎はお母さん（戸崎勉）
- 先生の赤ペン（金子千春）
- まじょのワルダとバイオリン（早川真知子）

6号
- すっとんとん!（舟木玲子）
- コウノ氏の鼻（坂東真砂子）

7号
- きょうはワニようび（井上よう子）■
- びょうきだらけ（浜田津多枝）
- ミャオ・ニャンタ氏のにゅういん（早川真知子）

8号
- お子さまテレフォンショッピング（栗原由美子）
- かいじゅうけしゴムムガムガム（高橋早苗）

9号
- ちょっとすてきな大どろぼうの話（梅原賢二）
- まほうの店ひらきます（くもんえいこ）

10号
- グレとパコの話（吉田仁子）
- うみべの町のものがたり（阿部邦子）■
- カメラ（千葉多美枝）

11号
- とっぺんのとけい（井上よう子）
- みねこはどこの子?（たかしまあけみ）

12号
- ポリンさんのしっぽ（坂東真砂子）
- コールタールのたんじょうび（わたなべめぐみ）
- チンプンカンプン博物館（左近蘭子）

13号
- ポロタさん二四番地に行く（岩間久間子）
- さいごのまほうつかい（舟木玲子）
- ともだちぼしゅうちゅう（丸井裕子）

14号
- うみべの町のものがたり（その2）（阿部邦子）
- たまごをうんだねこ（小田島美樹）

15号
- コッチおじさんの写真（水野智恵）
- ふしぎな金時計（田中智子）
- やさしいとけいやさん（六笠和子）
- クラックさんのハト時計（秋元久代）
- ばくだん時計（笠原千香恵）
- ねこの変身時計（佐久間慶枝）
- へんな時計屋（長島貴美子）

16号
- 地図のかきかたおしえます（寮美千子）
- そうだんにのります（左近蘭子）
- おれはドロボウだ（長島貴美子）

17号
- クリーニングやのお月さま（坂東真砂子）
- ぞうのかげはどこ?（岩間久間子）
- フラはともだち（恩田好子）

15号で「幼年童話」という、新人賞ともいえる企画を主催。32通の応募があり、岩間と恩田の作品は入選作として掲載された。他に未掲載作品で「クロの犬小屋」（山根知子）も入選。
18号
- ママはうんさいサイ（わたなべめぐみ）
- ぞうのプウたろう（井上よう子）
- きょうは雨（ふじくらはるこ）

19号
- がいこつは、まほうつかい（舟木玲子）
- おれたちゃ、ドロボー（宇岐知子）
- ぼくは六歳なんだぞ（宮下由紀子）

「幼年童話」は計3回募集され、第2回目は52通の応募で入選作なし。第3回目は54通の応募があり、宮下と宇岐の作品が入選作として掲載された。
20号
- ぼくの七人のてき（吉田桂子）
- シッポのしっぽ（たかしまあけみ）
- ラ行の友だち（吉田治）

### のんずばり
同誌の名物コーナー。投稿作品をまず全文載せると、寺村が悪いと思った所を「ずばり」指摘・批評する。当初は反発を買うのではないかと恐れていた寺村だったが、被批評者のみならず多くの読者から好評で、後半では批評後の改筆作品も同時掲載したり、複数の執筆者の作品が同時掲載されたりした。寺村以外の見識者によるコラム「やつあたり」に要するページがやむを得ず無くなったほどである。
寺村は童話執筆講座の本も何冊か出しているが、「のんずばり」は『童話の書き方』（表紙:和歌山、国土社）という本にまとめられている。永井郁子は後年これを読んで童話関係者になる事を目指し、寺村の作品の挿絵を多数手がけるようになった。

## プロデビューした掲載者
- 阿部邦子
- 井上よう子
- 梅原賢二
- 左近蘭子
- 西野陽子
- 早川真知子
- 坂東眞砂子
- 舟木令子
- 丸井裕子
- 吉田仁子
- わたなべめぐみ